# Tomba dei giganti

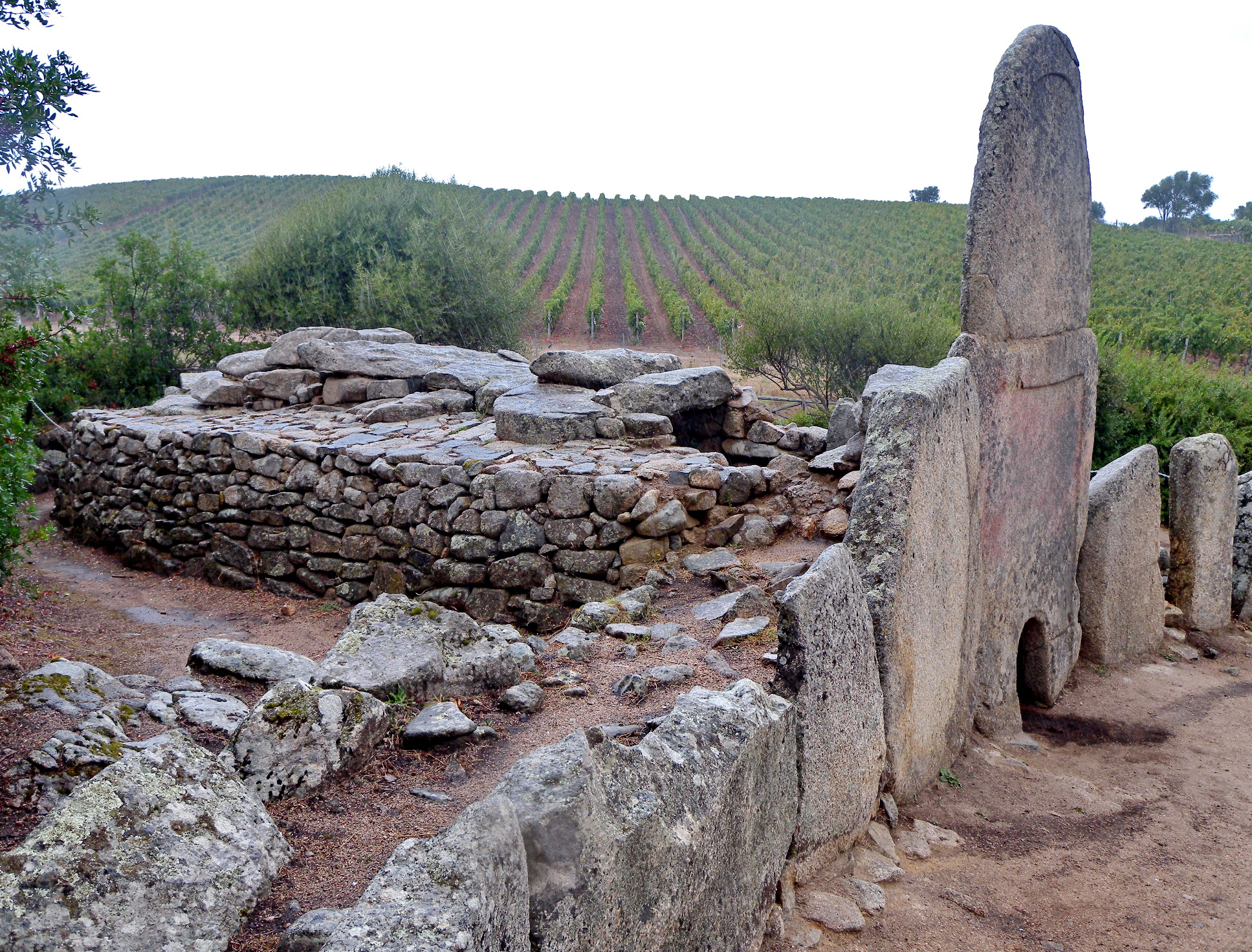
Tomba dei giganti di Coddu Vecchiu, Arzachena

Le tombe dei giganti (tumbas de sos mannos in lingua sarda) sono monumenti riutilizzati come tombe collettive in età nuragica, presumibilmente utilizzate tra il Bronzo Antico e il Bronzo Finale (1800-1100 a.C.) e presenti in tutta la Sardegna. 
Il nome, nato dalla fantasia popolare, è stato assimilato dagli archeologi che, spesso, preferiscono il nome "tombe di giganti".
Sono delle costruzioni imponenti a base rettangolare absidata (cioè con la parte finale semicircolare), costruite con grossi blocchi di pietra piantati nel terreno.

## Struttura
Questi particolari sepolcri consistono essenzialmente in una camera funeraria lunga fino a 30 metri e alta 3 metri. In origine l'intera struttura veniva ricoperta da un tumulo somigliante più o meno ad una barca rovesciata. La parte frontale della struttura è delimitata da una sorta di semicerchio, quasi a simboleggiare le corna di un toro, e nelle tombe più antiche, al centro del semicerchio è posizionata una stele alta in alcuni casi fino a quattro metri, generalmente finemente scolpita e fornita alla base di una piccola apertura che - si suppone - venisse chiusa da un masso.

## Evoluzione
Nel corso dei secoli la tomba dei giganti mantenne inalterata la pianta a protome taurina o a nave capovolta, ma per la sua costruzione furono progressivamente applicate le tecniche architettoniche impiegate nello sviluppo di pozzi sacri e nuraghi. Il primo tipo di tomba dei giganti è il cosiddetto "tipo dolmenico" dotato della tipica stele centinata raramente monolitica e più sovente "bilitica" . Successiva a questa tipologia è il tipo a filari con esedra non più caratterizzata dalla presenza della stele e delle ali dell'esedra con massi conficcati a coltello, ma di una muratura a filari orizzontali; in questo caso i massi sono lievemente squadrati. La successiva evoluzione consiste nella applicazione della isodomia rilevata già in vari nuraghi e pozzi sacri. A questa tipologia appartengono due sottotipi: la tomba con portello centrale architravato e la tomba con portello ricavato in una lastra trapezoidale.

## Funzione

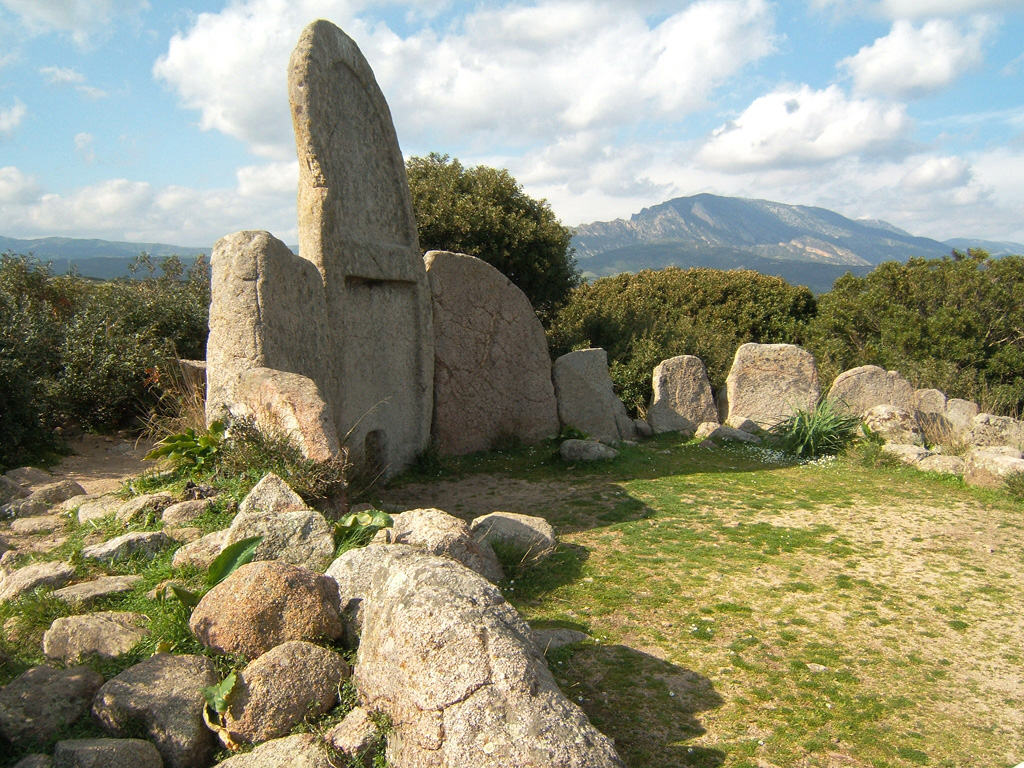
Dorgali, Tomba dei giganti di S'Ena e Thomes

I membri della tribù, del clan o del villaggio, venivano a rendere omaggio ai morti della comunità, senza distinzione di rango o particolari privilegi e senza apportare offerte di valore. Col tempo sono state utilizzate come ossari nei quali depositare le spoglie dei defunti una volta che queste erano divenute degli scheletri. Molto probabilmente venivano scarnificate prima della sepoltura (sono state rinvenute tracce di questa pratica sulle ossa), e venivano seppellite quando raggiungevano un numero consistente. I culti legati alle tombe di giganti sono da collegarsi alla figura del dio Toro e alla dea Madre e, secondo alcune ipotesi, la forma della costruzione richiama sia ad una testa bovina sia ad una partoriente (la morte era infatti legata alla nascita secondo il principio della rinascita).

## Siti principali

Distribuzione geografica delle Tombe dei giganti in Sardegna

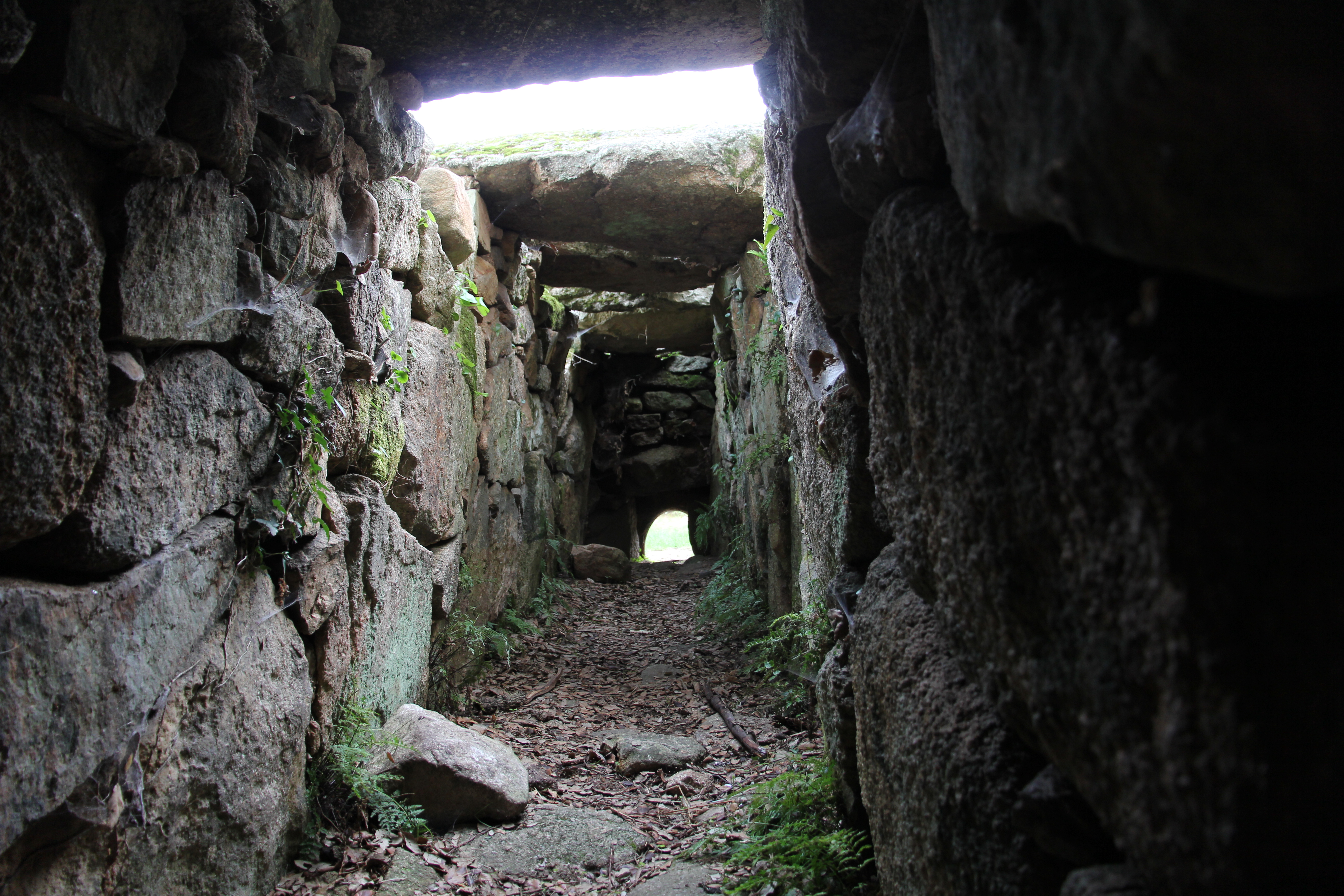
Pascaredda, Calangianus

Si possono trovare disseminate in tutta la Sardegna con una particolare concentrazione nella parte centrale dell'isola dove se ne contano circa la metà; fino all'ultimo censimento del 2003, quelle conosciute sono 800.
Di particolare interesse sono quelle di Capichera, Li Lolghi e Coddu Vecchju, nei pressi di Arzachena, quelle di Madau, vicino Fonni, quelle di Tamuli, con i betili mammellati, nei pressi di Macomer. La più antica tomba dei giganti esistente in Sardegna, è la tomba denominata Su Cuaddu 'e Nixias, sita nel territorio di Lunamatrona (SU). Raro esempio di tomba dei giganti con stele centinata nel centro-sud dell'isola, la sua costruzione è databile ai secoli 1700-1600 a.C.
Le principali tombe di giganti sono:
- tomba dei giganti di Lu Brandali, a Santa Teresa Gallura (SS)
- tomba dei giganti di Aiodda, a Nurallao (SU)
- tomba dei giganti di Badu Campana, a Cuglieri (OR)
- tomba dei giganti di Barrancu Mannu, a Santadi (SU)
- tomba dei giganti di Bau e Tuvulu, a Ulassai (NU)
- tomba dei giganti di Bidistili, a Fonni (NU)
- tomba dei giganti di Biristeddi, a Dorgali (NU)
- tomba dei giganti di Bruncu Espis, ad Arbus (SU)
- tombe dei giganti di Goronna, a Paulilatino (OR)
- tomba dei giganti di Imbertighe, a Borore (NU)
- tomba dei giganti di Is Concias, a Quartucciu (CA)
- tomba dei giganti di Laccaneddu, a Villanova Monteleone (SS)
- tomba dei giganti di Lassia, a Birori (NU)
- tomba dei giganti di Li Lolghi, ad Arzachena (SS)
- tomba dei giganti di Madau, a Fonni (NU)
- tomba dei giganti di Muraguada, a Bauladu (OR)
- tomba dei giganti di Oratanda, a Cuglieri (OR)
- tomba dei giganti di Oridda, a Sennori (SS)
- tomba dei giganti di Osono, a Triei (NU)
- tomba dei giganti di Palatu, a Birori (NU)
- tomba dei giganti di Pascaredda, a Calangianus (SS)
- tomba dei giganti di Sa Dom'e s'Orcu, a Dolianova (SU)
- tomba dei giganti di Sa Domu 'e S'Orcu, a Siddi (SU)
- tomba dei giganti di S'Ena e Thomes, a Dorgali (NU)
- tomba dei giganti di Sa Farch´e s'Artare a Seneghe (OR)
- tomba dei giganti di Sa Perda 'e S'Altare, a Birori (NU)
- tomba dei giganti di San Cosimo, a Gonnosfanadiga (SU)
- tomba dei giganti di Santu Bainzu, a Borore (NU)
- tomba dei giganti di Sas Presones, a Cuglieri (OR)
- tomba dei giganti di Seruci, a Gonnesa (SU)
- tomba dei giganti di Su cuaddu 'e Nixias a Lunamatrona (SU)
- tomba dei giganti di Su Mont'e s'Abe, a Olbia (SS)
- tombe dei giganti di Sa Mandara, a Guasila (SU)

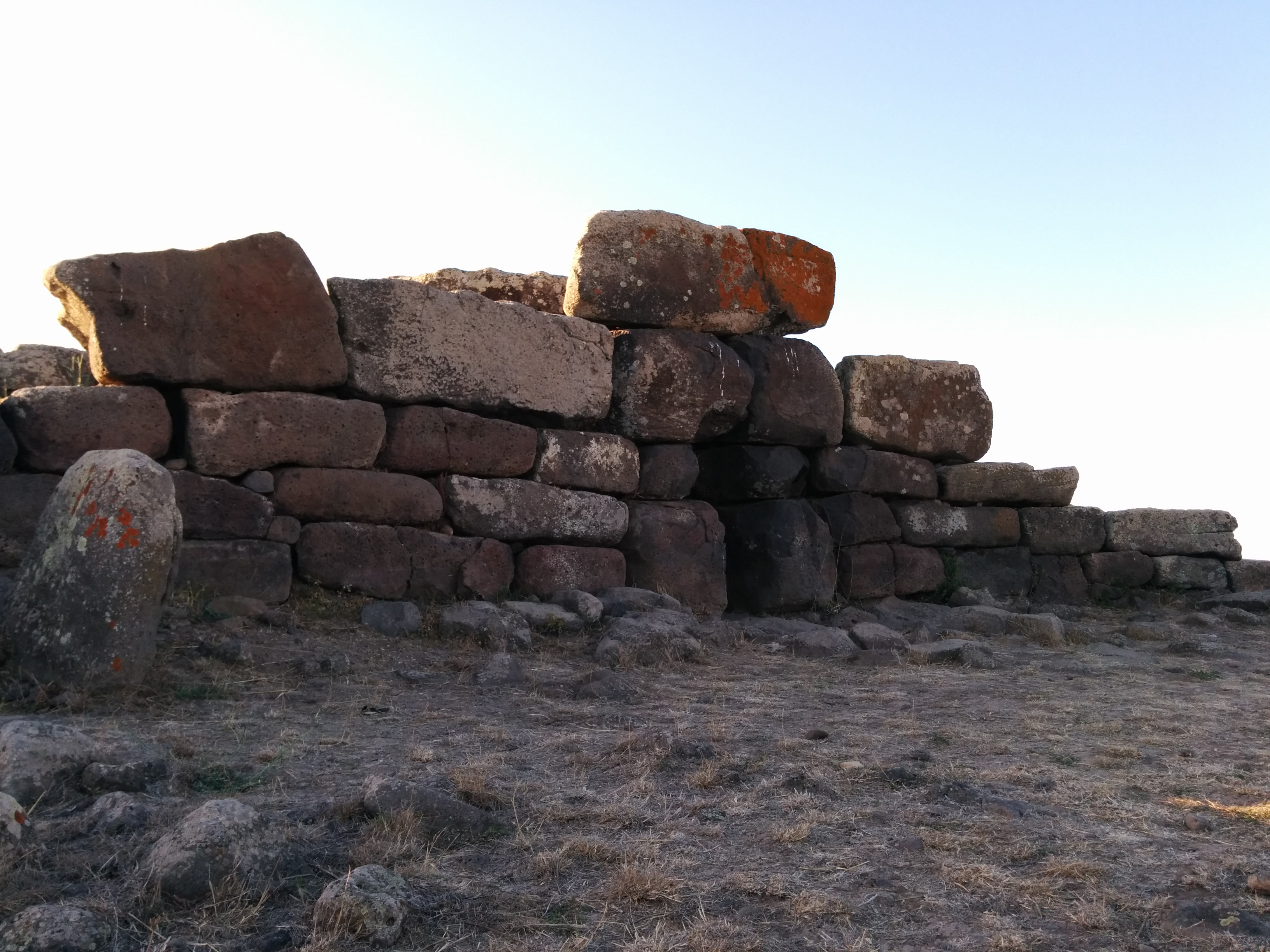
Siddi, tomba dei giganti Sa Dome e s'Orcu
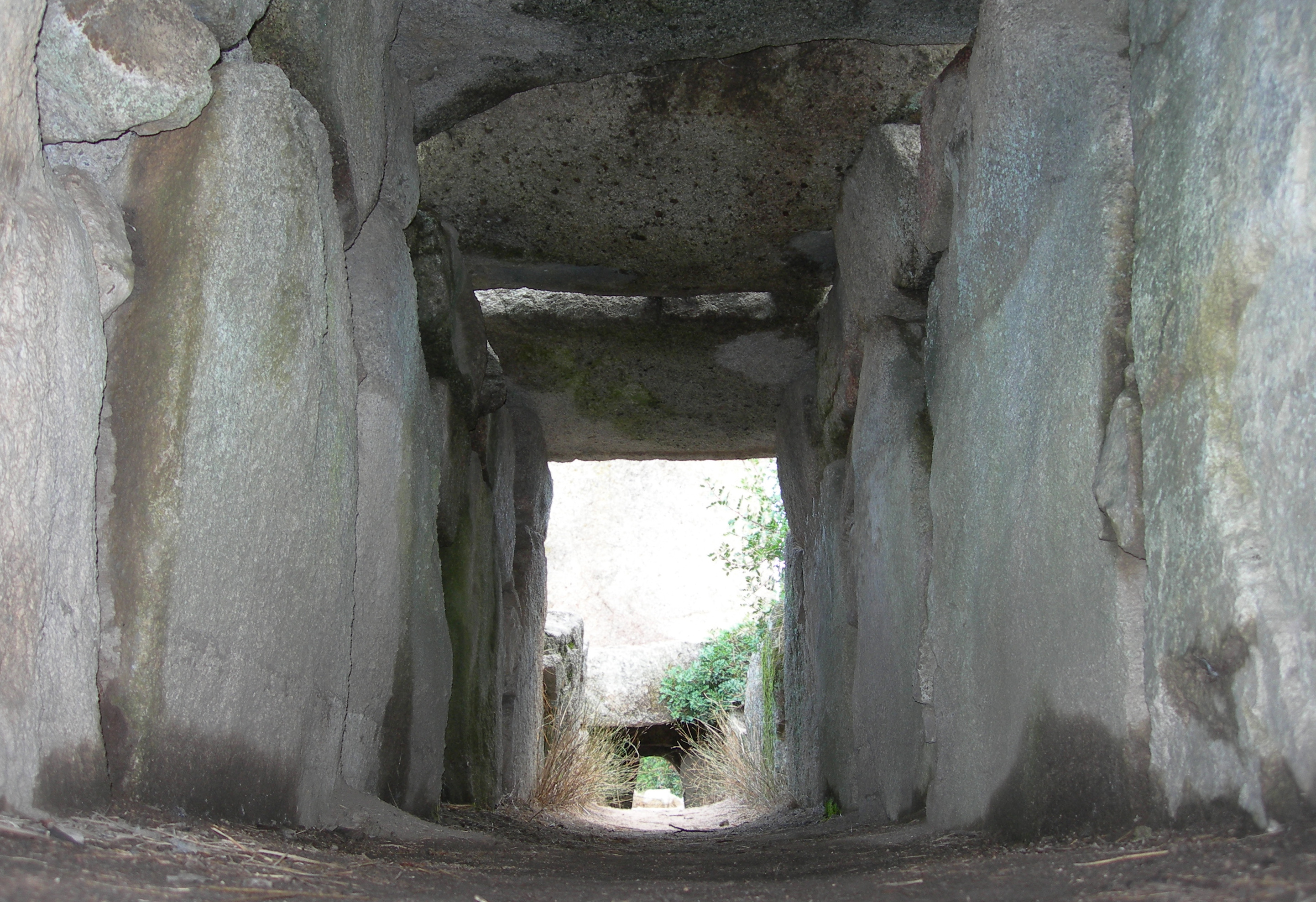
Dorgali, tomba dei giganti di Sa Ena 'e Thomes
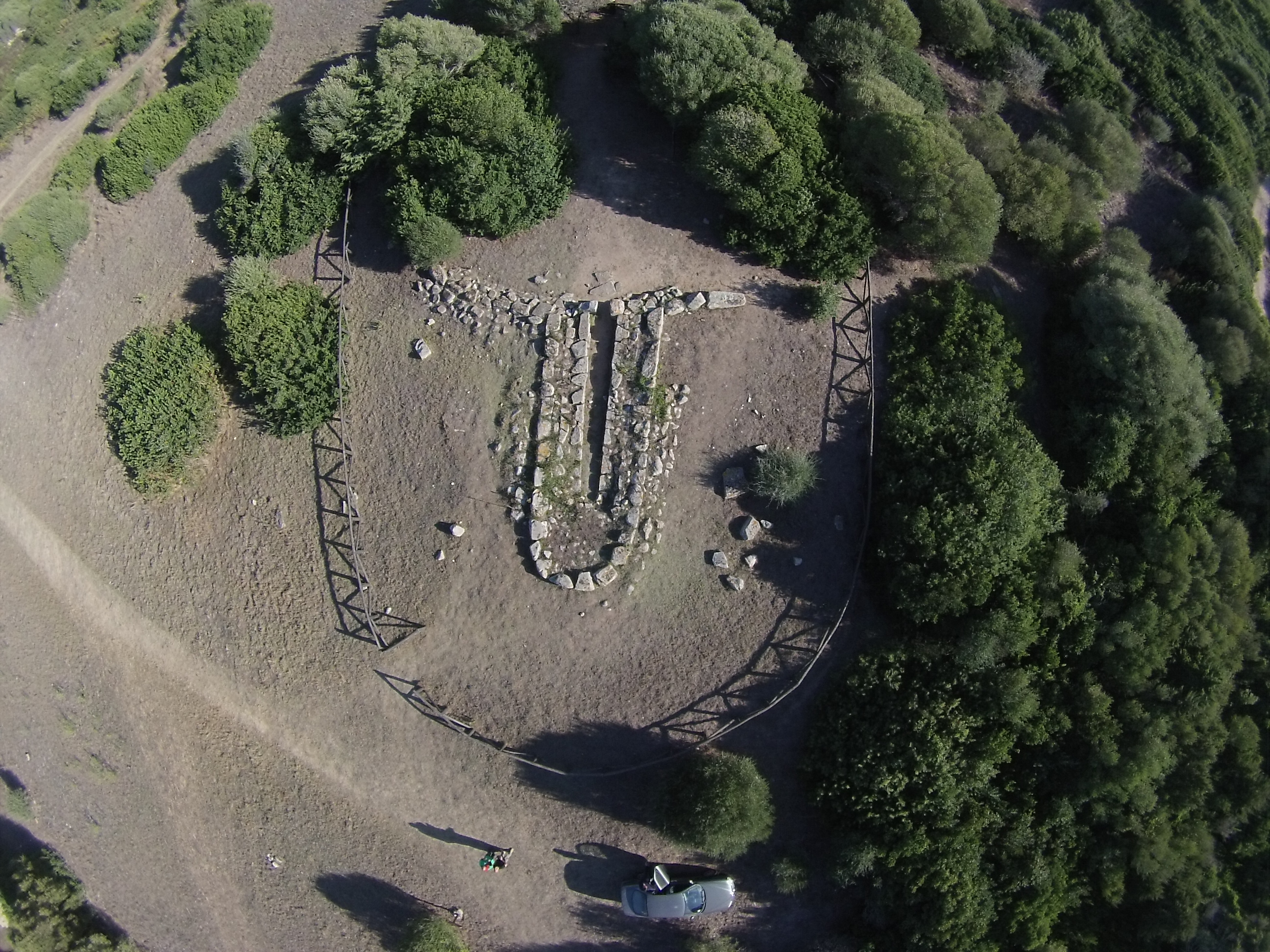
Tomba dei giganti di Lu Brandali
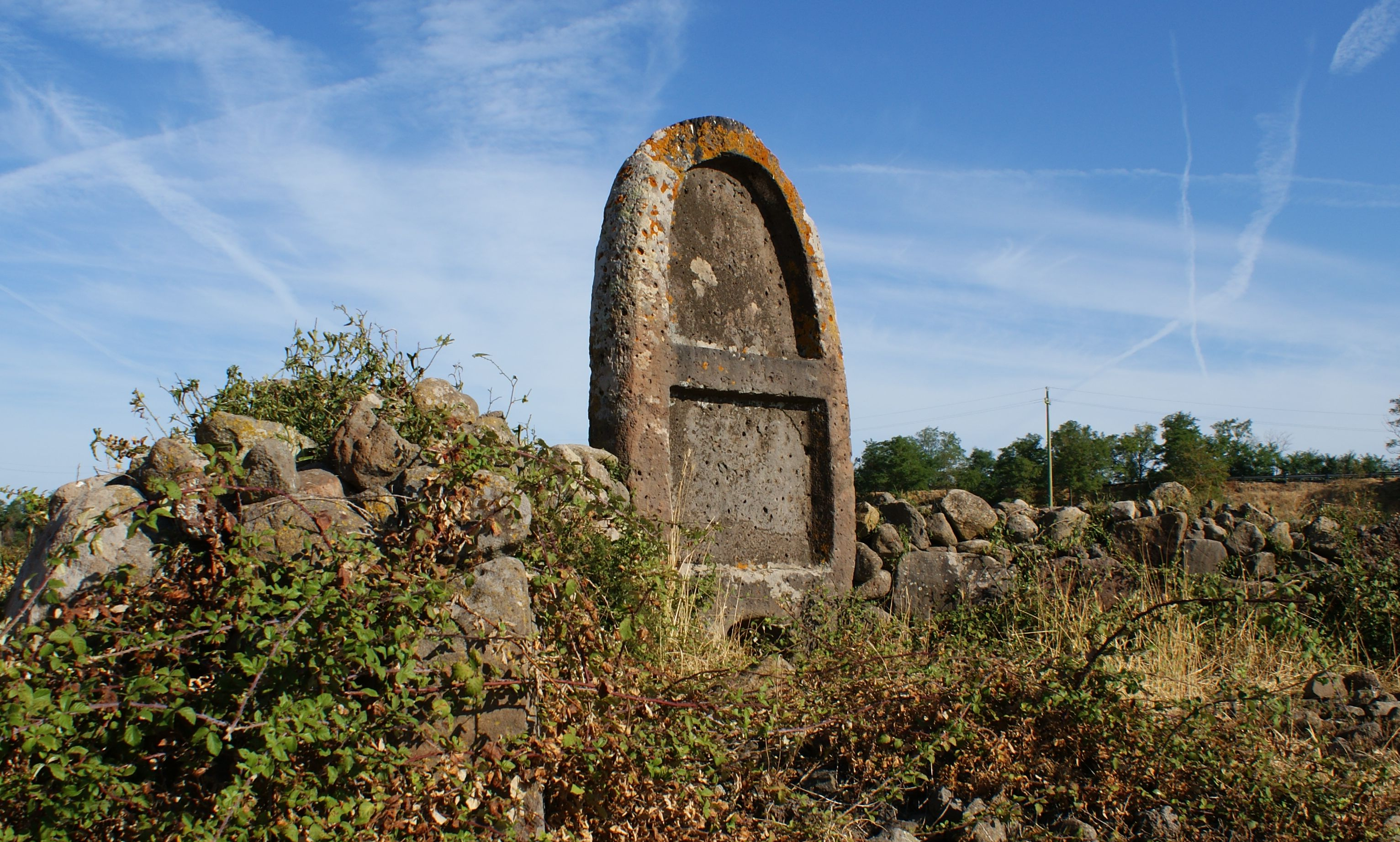
Borore, tomba dei giganti di Imbertighe
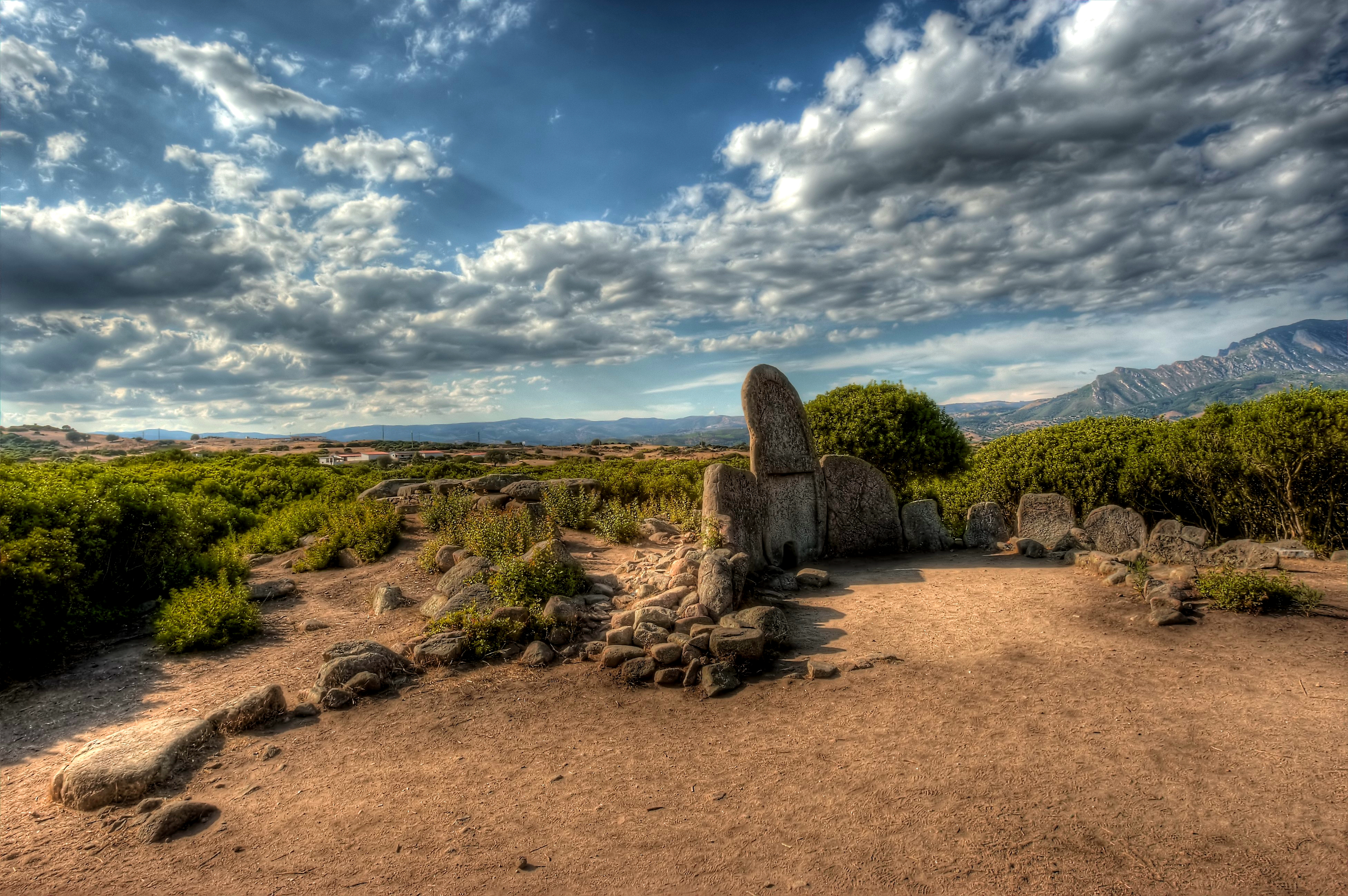
Dorgali, tomba dei giganti di Sa Ena 'e Thomes'
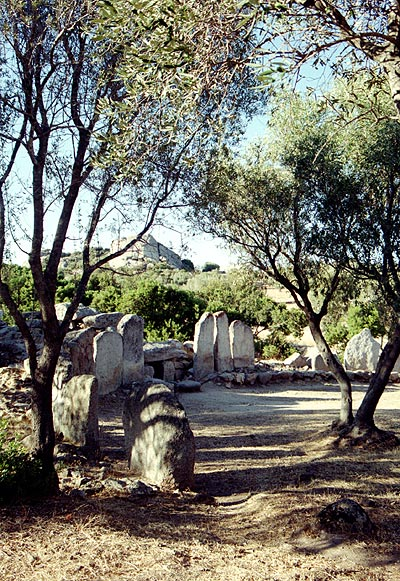
Olbia, tomba dei giganti di Su Mont'è s'Abe
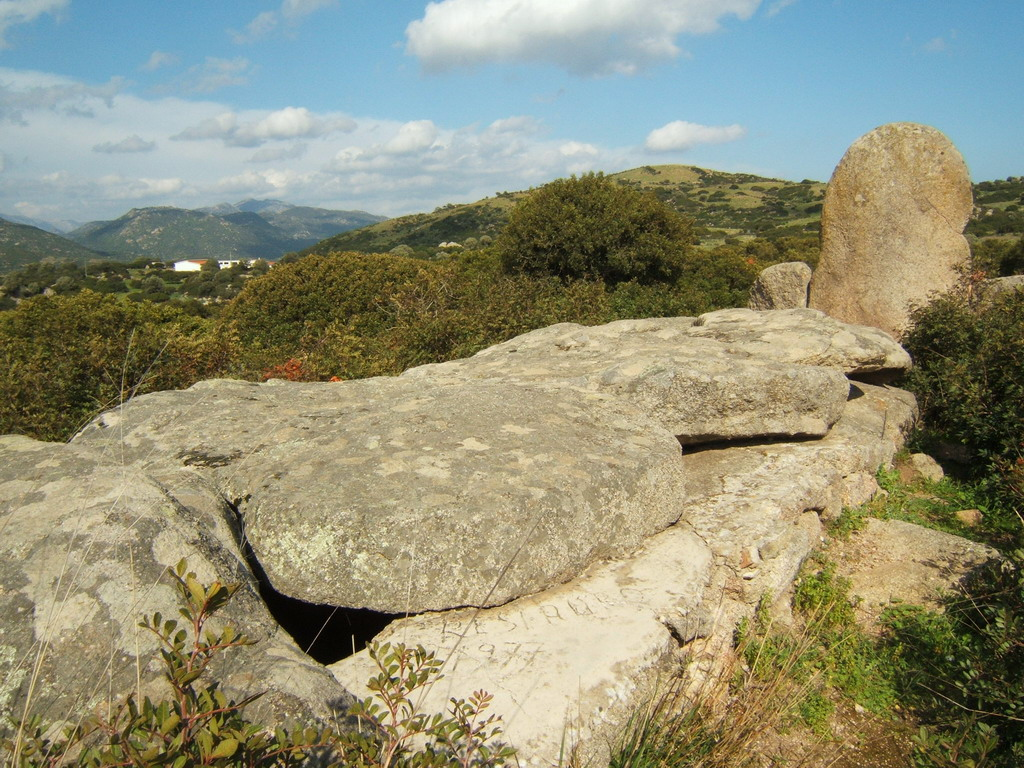
Dorgali, tomba dei giganti di Sa Ena 'e Thomes
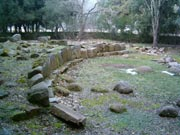
Lanusei, tomba dei giganti di Seleni
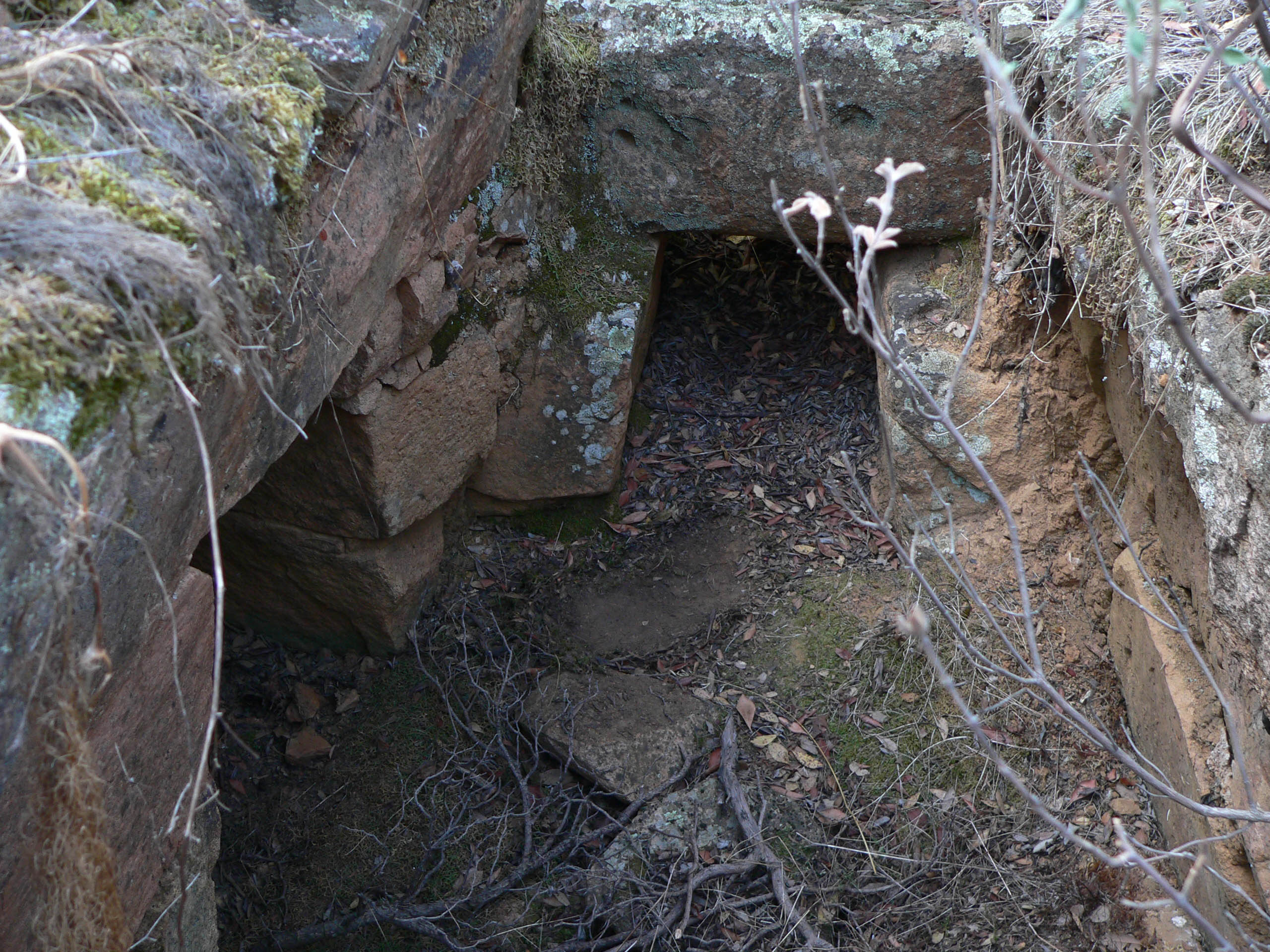
Sinnai, tomba dei giganti di Santa Itroxa
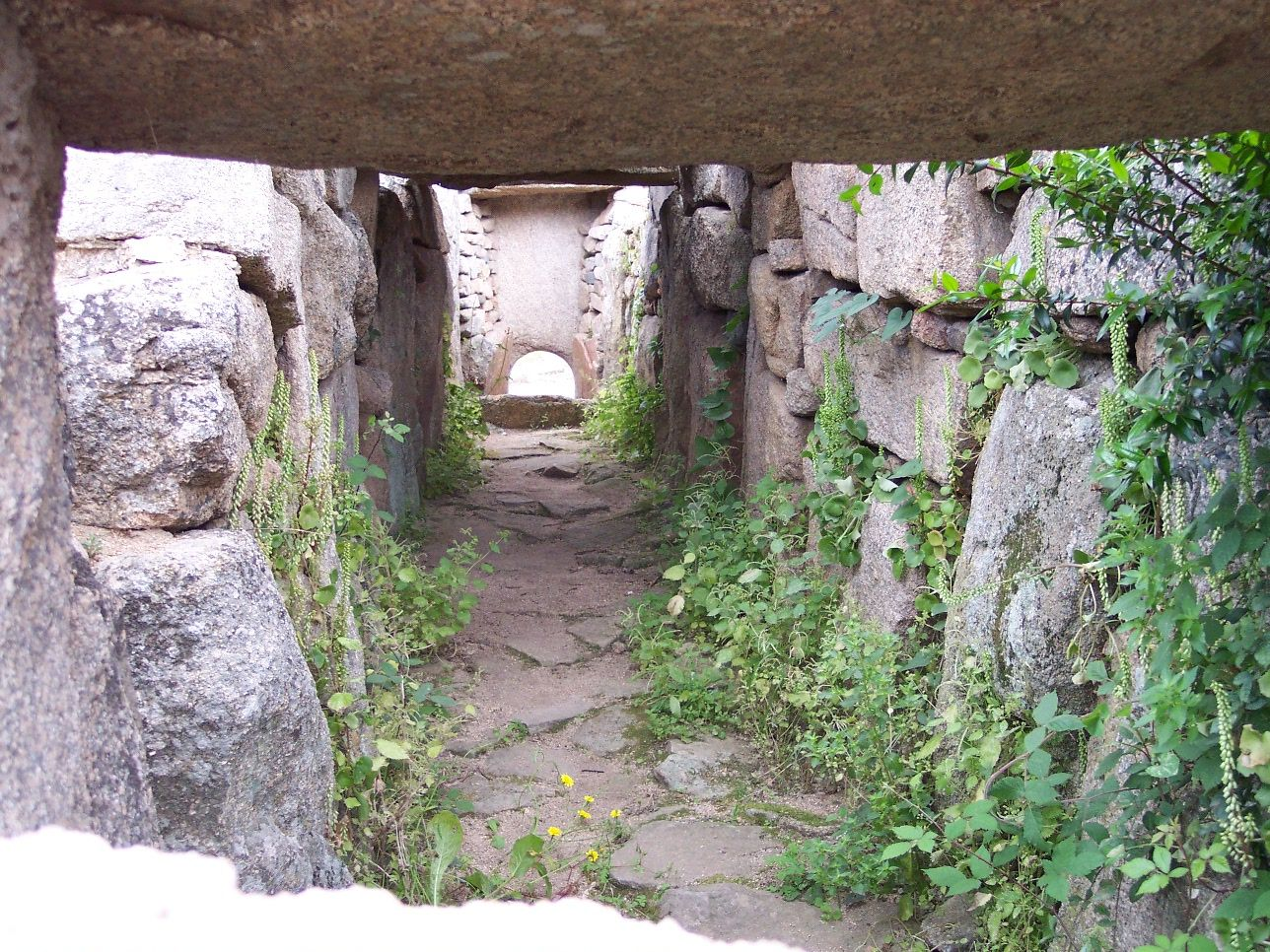
Arzachena, tomba dei giganti Coddu Vecchju
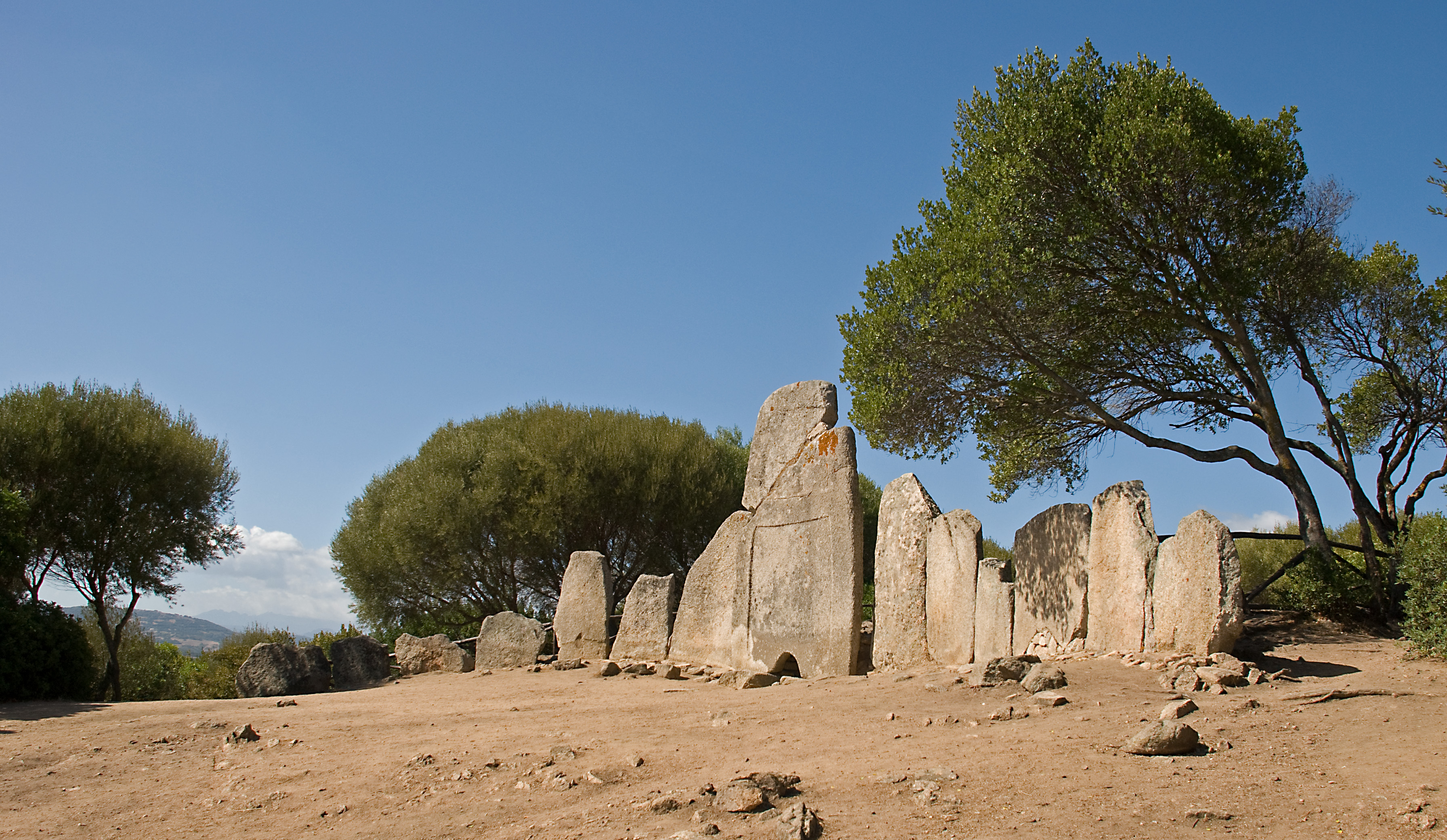
Arzachena, tomba dei giganti di Li Lolghi
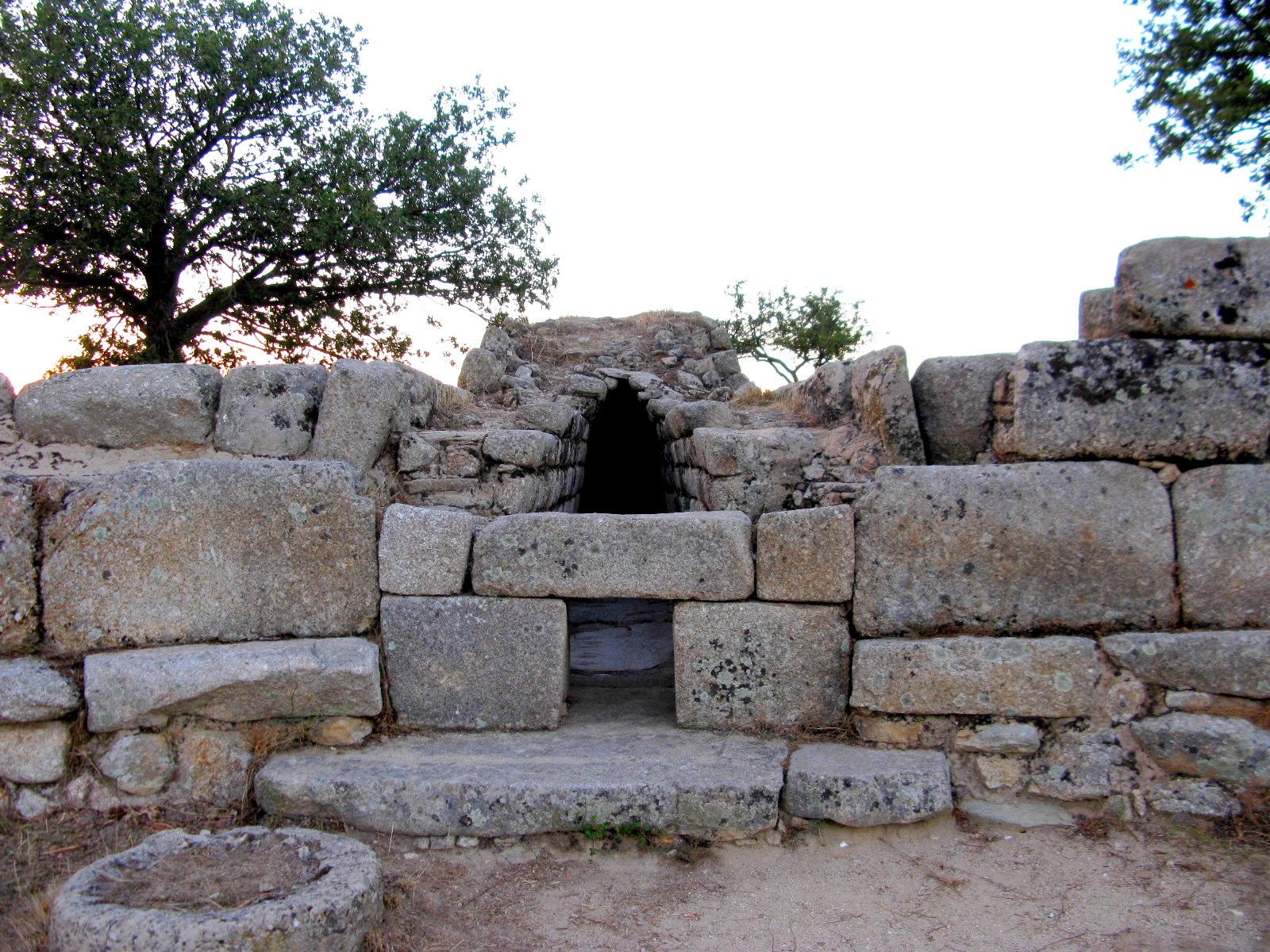
Tomba dei giganti di Madau, Fonni
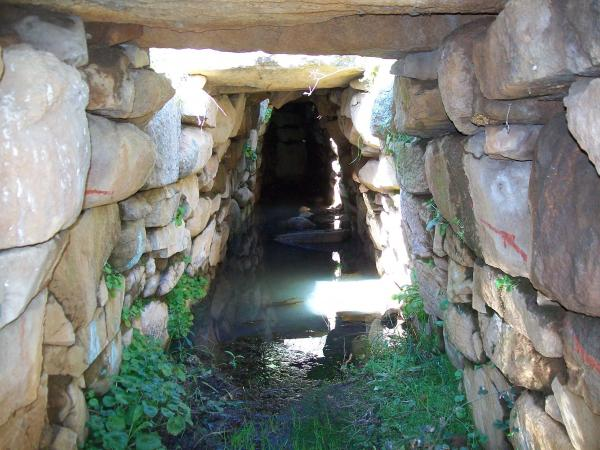
Tomba dei giganti di San Cosimo, Gonnosfanadiga